# Archiminolia dawsoni
Archiminolia dawsoni is een slakkensoort uit de familie van de Solariellidae. De wetenschappelijke naam van de soort is voor het eerst geldig gepubliceerd in 1979 door B. A. Marshall.